# Ян ван Гейсум
Ян ван Гейсум (нід. Jan van Huysum) — нідерландський художник, майстер квіткових натюрмортів.

## Життєпис
Збережено мало свідоцтв про життєвий шлях художника. Народився у місті Амстердам. Його батько, художник і декоратор Юстус ван Гейсум старший, був його вчителем.
Ян ван Гейсум на початку власної художньої кар'єри зробив декілька фантазійних пейзажів із італійськими мотивами, досить ретельно відтворивши дерева і класичну архітектуру («Аркадський пейзаж з погруддям богині квітів Флори», «Аркадський пейзаж з водоспадом і Св. Петром, що лікує паралічного», обидва до 1725 р., Мауріцхейс, Гаага). Але не вони, а квіткові натюрморти принесли художникові фінансовий усіх і міжнародну славу.
Квіткові натюрморти Яна ван Гейсума — доволі декоративні й створені з попередніх замальовок, створених у різні місяці. Реалістично відтворені квіти не могли бути зібрані у єдині букети, позаяк розквітають у різні місяці. Але це нікого не хвилювало, бо їх сприймали суто декоративно.
Аби точно відтворити квіти, митець відвідував місто Гарлем, котре в його часи було ботанічним центром Голландії.
Художник, що виборов матеріальний успіх, підозріло ставився до художників-конкурентів, до котрих заразовував і власних братів. За переказами, він усамітнювався і майже нікого не допускав у власну майстерню, тримав у таємниці, якими фарбами і технологіями користувався. З міркувань приховування власних технологій, Ян ван Гейсум не брав учнів. Нетривалий час серед небагатьох учениць майстра була жінка-художниця Маргарет Гаверман (1720–1795).
Серед вельможних замовників художника були — принц Вільям Гессенський, прем'єр-міністр Великої Британії Роберт Волпол, регент Франції Філіп, герцог Орлеанський, курфюрсти Саксонії тощо.
Художник був одружений, мав сина і доньку. Донька Марія ван Гейсум була художницею.

## Вибрані твори

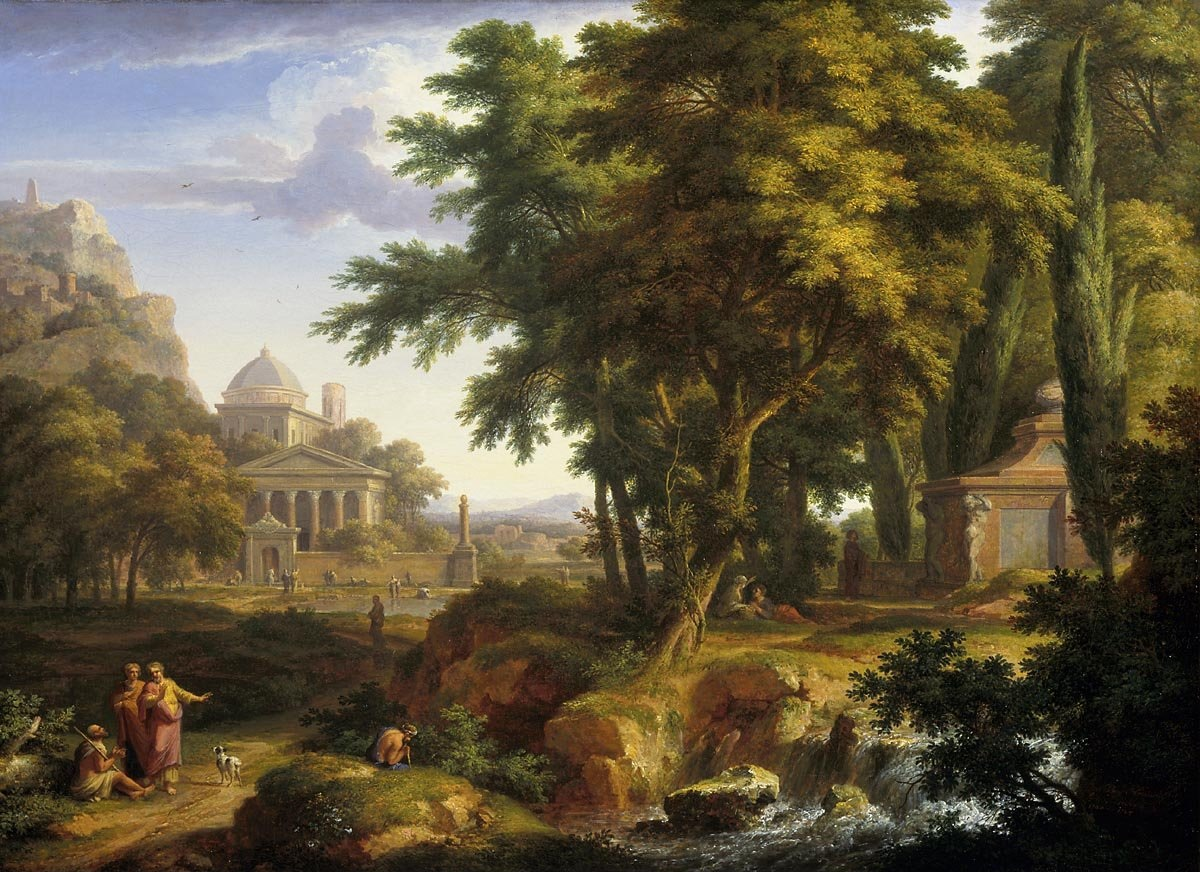
«Аркадський пейзаж з водоспадом і Св. Петром, що лікує паралічного», до 1725 р., Мауріцхейс, Гаага

- «Аркадський пейзаж з погруддям богині квітів Флори», до 1725 р., Мауріцхейс, Гаага
- «Аркадський пейзаж з водоспадом і Св. Петром, що лікує паралічного», до 1725 р., Мауріцхейс, Гаага
- «Фантазійний пейзаж з руїною та мостом», початок 18 ст., Лувр, Париж
- «Квіти і фрукти на кам'яний стільниці в парку». 1722 р., музей Пола Гетті, Каліфорнія
- «Ваза з квітами», 1722 р., музей Пола Гетті, Каліфорнія
- «Квіти і фрукти», 1730 р.
- «Ніша з квітами», 1734 р., приватна збірка
- «Фрукти, квіти та комахи», 1735 р.
- «Фрукти, виноград і диня», Музей Фабра, Монпельє, Франція
- «Ваза з квітами і пташиним гніздом», Картинна галерея Далвіч, Велика Британія

## Галерея вибраних творів

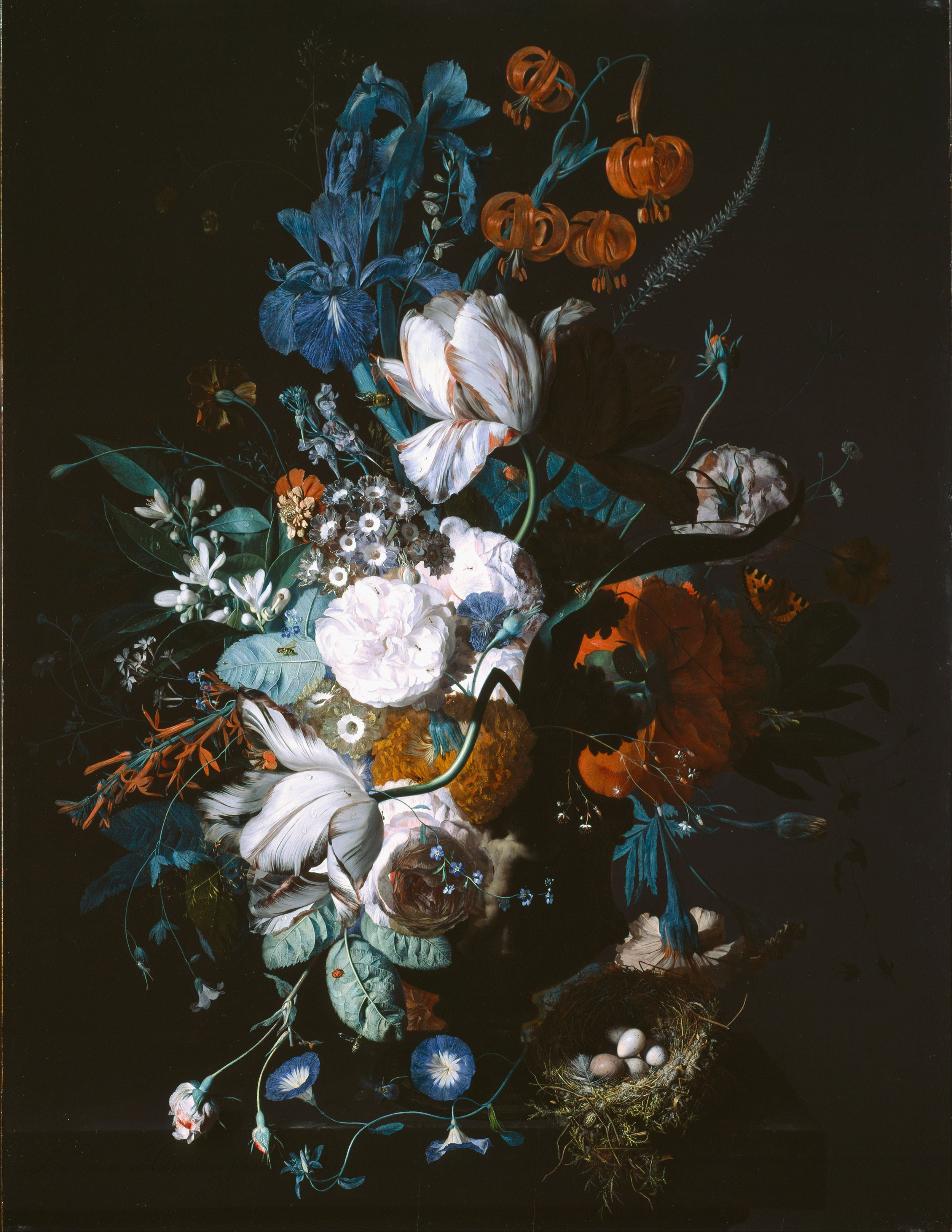
«Ваза з квітами і пташиним гніздом», Картинна галерея Далвіч. Велика Британія

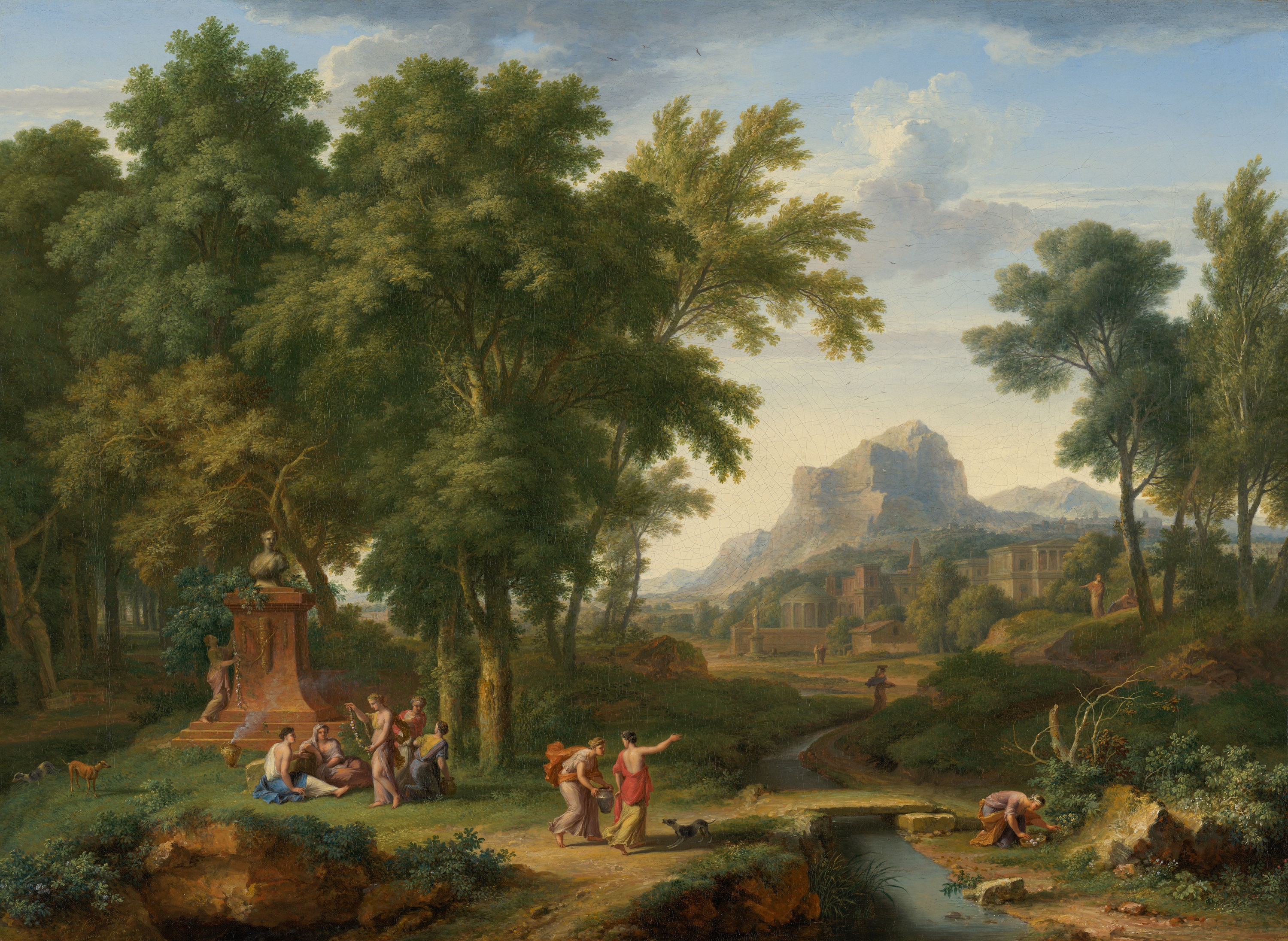
«Аркадський пейзаж із погруддям богині рослин Флори», Мауріцхейс, Гаага.
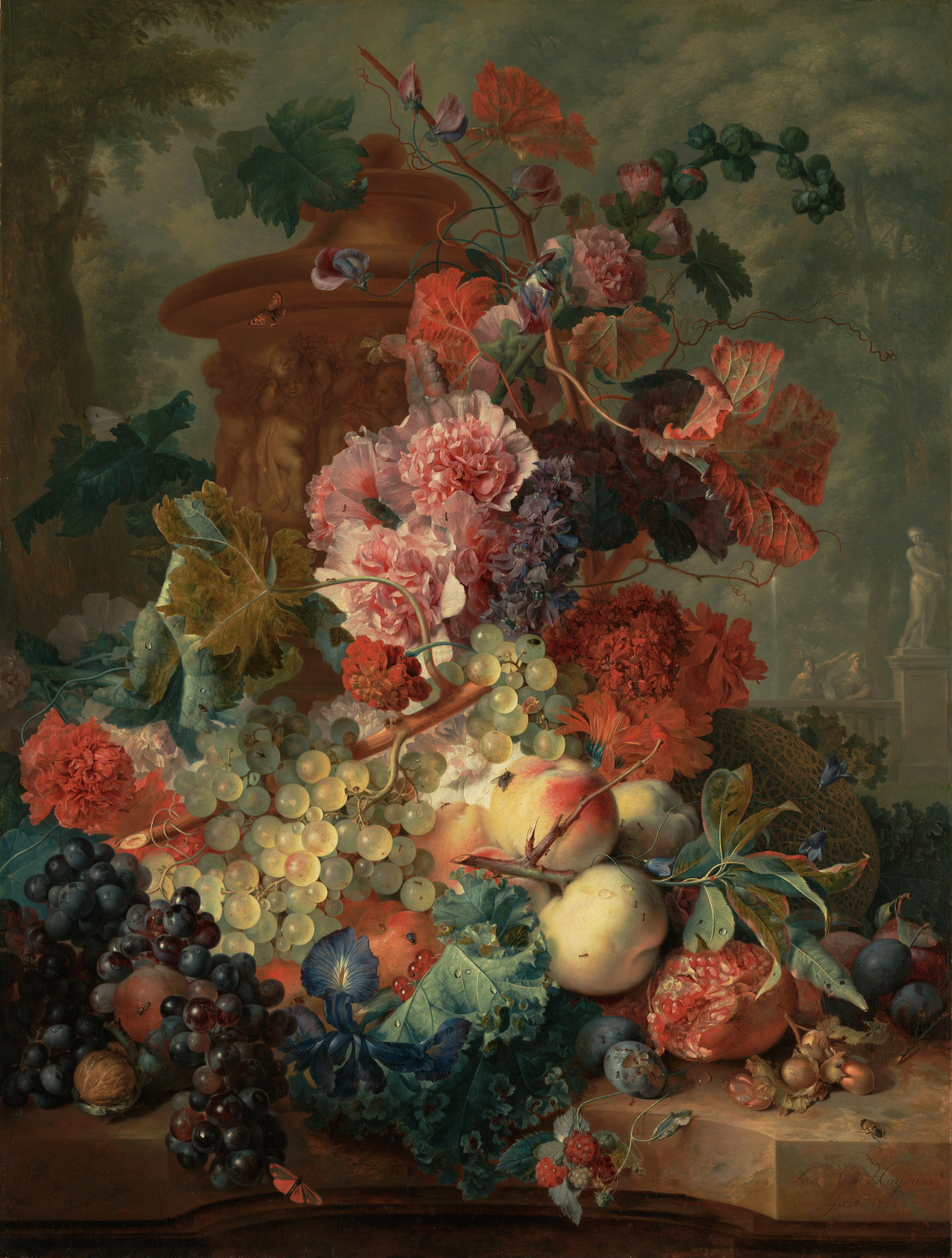
«Квіти на кам'яний стільниці», 1722
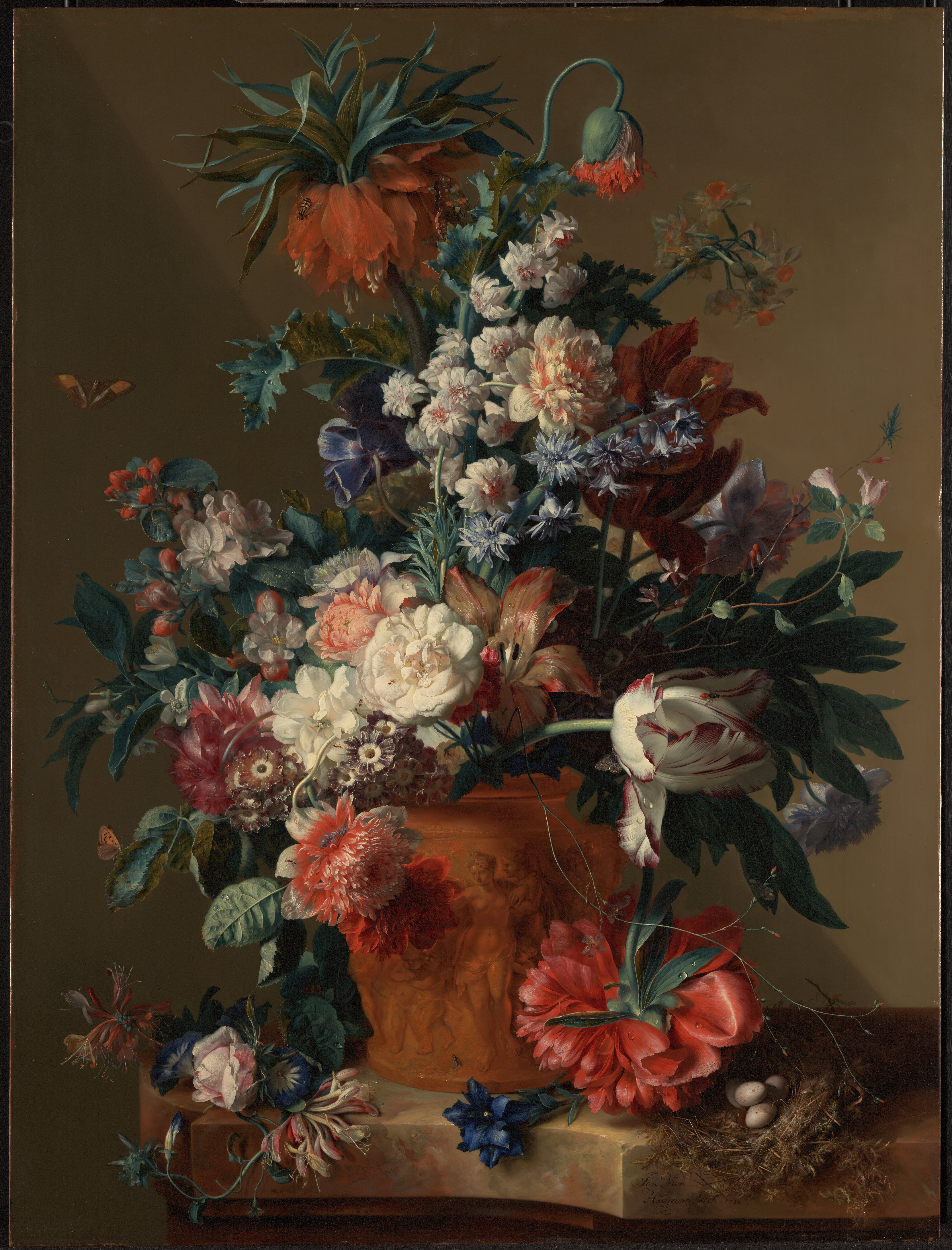
«Ваза з квітами», 1722
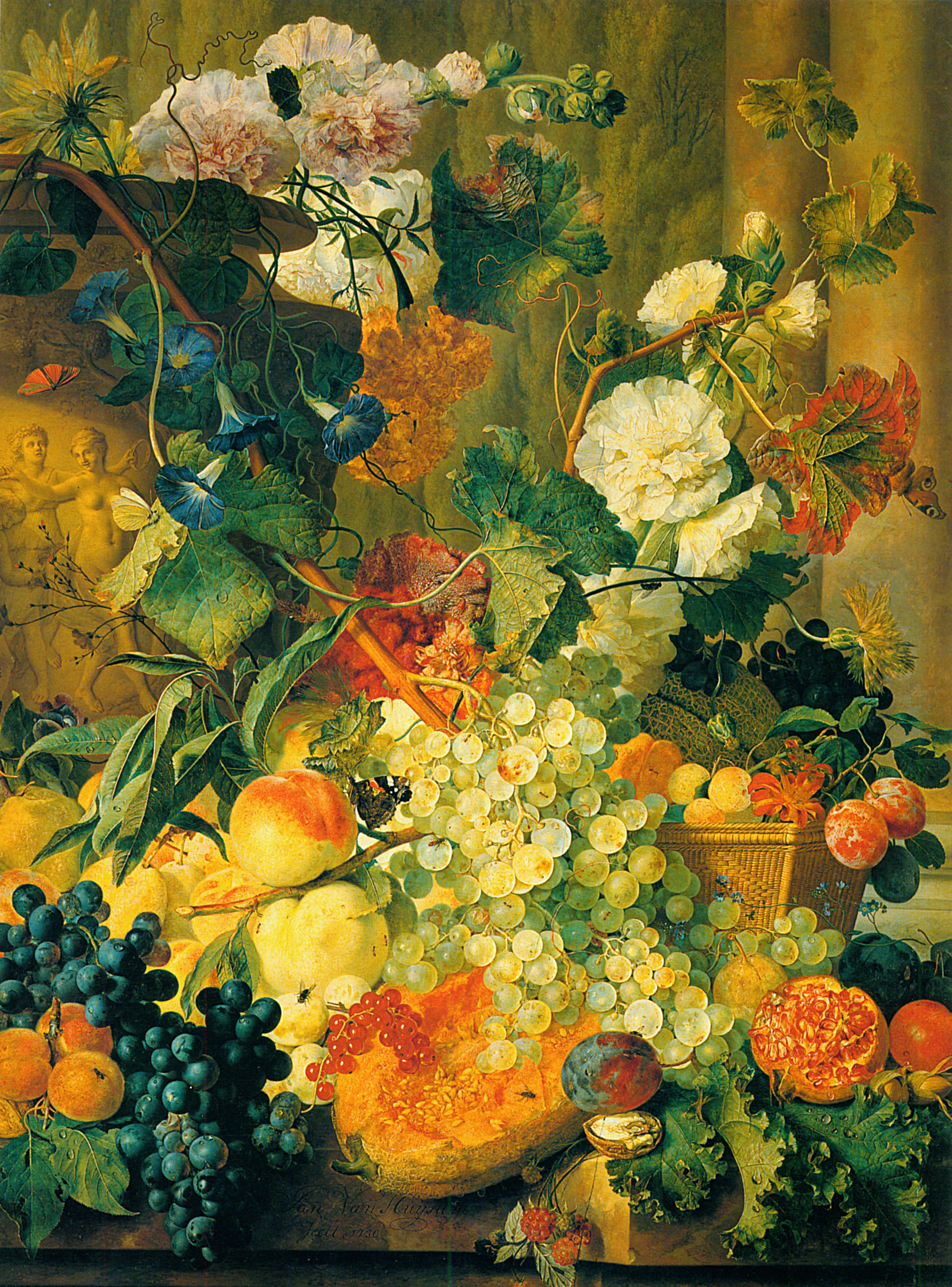
«Квіти і фрукти», 1730
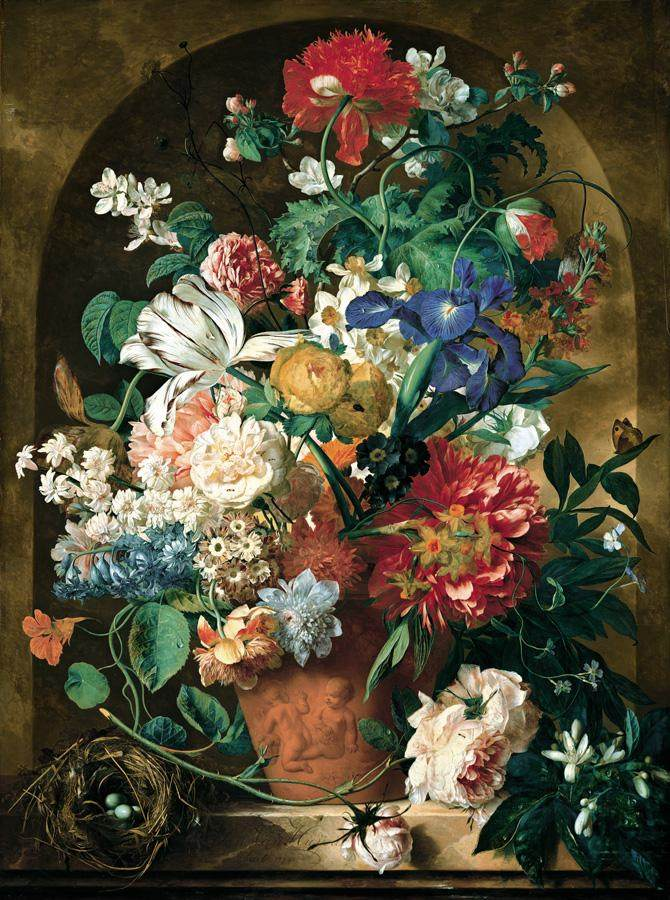
«Ніша з квітами», 1734
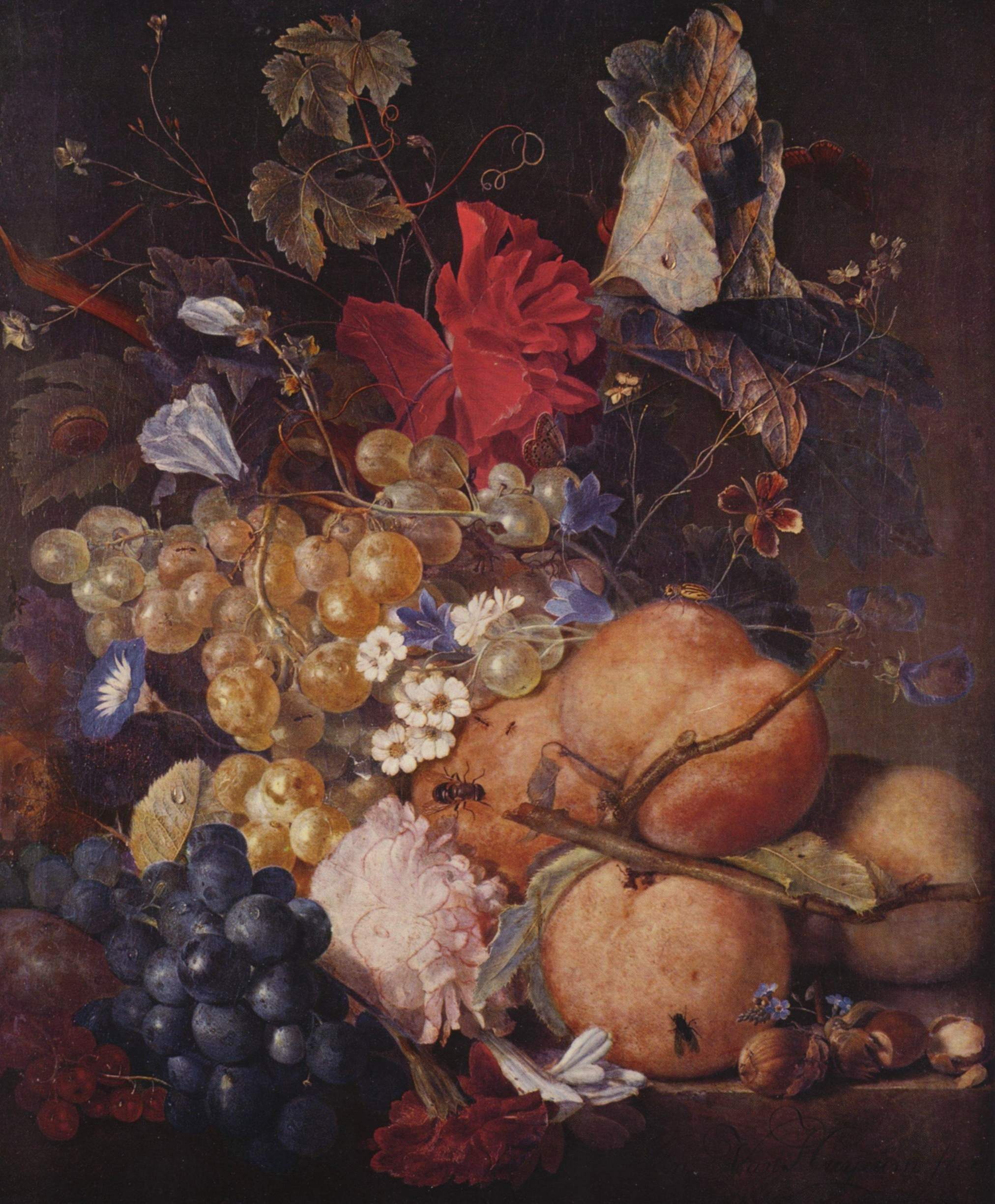
«Фрукти, квіти та комахи», 1735